# Kazimierz Jan Wojsznarowicz
Kazimierz Jan Wojsznarowicz, także Woysznarowicz (ur. 1620 w powiecie oszmiańskim, zm. 14 maja 1677 w Wilnie) – duchowny, prawnik, preceptor, kaznodzieja.

## Życiorys
Urodził się w powiecie oszmiańskim około roku 1620 w litewskiej rodzinie szlacheckiej herbu kot morski. W latach 1640–42 studiował na Akademii Wileńskiej i uzyskał tytuł doktora filozofii w 1642. Niedługo potem obrał stan duchowny. Pełnił obowiązki proboszcza dąbrowskiego i scholastyka piltyńskiego. W 1648 otrzymał tytuł doktora teologii i obojga praw. W tym samym roku został sekretarzem królewskim. W 1668 erygował na swojej uczelni katedrę polityki przeznaczając na ten cel zapis swego domu. W latach sześćdziesiątych pełnił również obowiązki proboszcza w Eysymontach Wielkich.
W latach 1667–1669 odbył peregrynację po Europie jako preceptor księcia Aleksandra Janusza Zasławskiego-Ostrogskiego. Peregrynacja obejmowała ziemie niemieckie, Niderlandy, Francję i Włochy.

## Twórczość
Wojsznarowicz jest autorem wielu dzieł, zwłaszcza kazań i panegiryków.
- Dom mądrości kolumnami wsparty w Kościele Chrystusowym siedmią uroczystościami Panny Przenajświętszej Maryi ozdobiony na tęż uroczystość kazaniami; Antwerpia, r. 1647, część druga mająca tytuł Arsenał miłosierdzia; Paryż 1668,
- Novus sol in coelo Bosiliano relucens; Rzym 1648.; wyd. 2-gie, Kraków, tegoż roku,
- Triumphale feretrum supergas Vadislaus IV Rex poloniae  publica oratione exponitur; Rzym 1648,
- Orator polityczny weselnym i pogrzebowym służący aktom; Kraków 1648,

### Panegiryki
- na cześć biskupa kamienieckiego Andrzeja Leszczyńskiego — 1645,
- na cześć Katarzyny Radziwiłłowej z Potockich — 1643,
- na cześć marszałka nadwornego koronnego Adama Kazanowskiego — 1650.